# Roman Moraczewski (sędzia)
Roman Leon Moraczewski h. Cholewa (ur. 2 grudnia 1872 w Poznaniu, zm. 1956) – polski prawnik, dr praw, sędzia, prezes Najwyższego Trybunału Administracyjnego w II Rzeczypospolitej.

## Życiorys
Urodził się w rodzinie architekta Macieja Adama Moraczewskiego i Anny Michaliny z Pomorskich (1853–1940). Miał siostry Ksawerę (1879–1940) i Marię, był bratem przyrodnim Franciszki (1867–1945), Anieli (1869–1909) i Jędrzeja. Ukończył gimnazjum we Lwowie i studia prawnicze na Uniwersytecie Jana Kazimierza. W okresie zaboru austriackiego w ramach autonomii galicyjskiej wstąpił do c. k. służby sądowniczej. Był radcą dworu C. K. Trybunału Administracyjnego.
Po odzyskaniu przez Polskę niepodległości wstąpił do służby sądowniczej II Rzeczypospolitej. Od 1922 był w składzie pierwszych 21 sędziów Najwyższego Trybunału Administracyjnego, a od 1924 był prezesem NTA w Warszawie.
Przed wojną wchodził w skład Komitetu Redakcyjnego miesięcznika „Orzecznictwo Sądów Polskich”.
Z dniem 31 października 1948 (likwidacja NTA) został przeniesiony w stan spoczynku.
6 czerwca 1903 ożenił się z Klementyną z Raczyńskich h. Nałęcz (zm. 1970), córką Klemensa, siostrą Aleksandra. Mieli córki Marię po mężu Mączyńską (1905–1946) i Zofię (ur. 1906).

## Ordery i odznaczenia
- Krzyż Komandorski z Gwiazdą Orderu Odrodzenia Polski (11 listopada 1937)[9]
- Krzyż Komandorski Orderu Odrodzenia Polski (31 grudnia 1923)[10]
- Złoty Krzyż Zasługi (9 listopada 1931)[11]
- Kawaler Orderu Franciszka Józefa (Austro-Węgry, 1912)[12]